# Enrico Santoro (militare)
Enrico Santoro (Messina, 15 dicembre 1898 – Amba Tzellerè, 22 dicembre 1935) è stato un militare italiano, insignito della medaglia d'oro al valor militare alla memoria nel corso della guerra d'Etiopia.

## Biografia
Nacque a Messina il 15 dicembre 1898, figlio di Vincenzo e Giulia Rocca. Orfano di madre all'età di dodici anni frequenta il Collegio Salesiano di Cuorgnè. Nel 1916, compiuti i diciotto anni, si arruolò volontario nel Regio Esercito come fante, seguendo l'esempio dei suoi fratelli, tutti, combattenti sul fronte italiano dall'inizio della grande guerra. Divenuto allievo ufficiale nel 1917 fu nominato sottotenente di complemento dell'arma di fanteria nel 1918 partecipò alle battaglie sul Piave. Iscritto al partito fascista dal 1919, tenente nel 1920, fu posto in congedo in quello stesso anno.  Entrò per concorso nella Pubblica Sicurezza e fu assegnato alla questura di Torino, passando poi a quella di Udine, e partecipando alla marcia su Roma. Nel 1924 presentò le sue dimissioni e andò in Palestina, corrispondente del Lloyd Triestino, poi in Belgio presso la filiale  di Bruxelles della Società RIV in qualità di contabile. Godendo della stima dell'avvocato Edoardo Agnelli, fu trasferito a Chambéry, e rientrato a Torino per la chiusura della fabbrica assume la direzione delle vendite all'estero. Nel maggio 1935, richiamato in servizio attivo a domanda, partì volontario per l'Africa orientale, assegnato al Regio corpo truppe coloniali d'Eritrea in servizio presso il XXII Battaglione della 2ª Divisione eritrea. Cadde in combattimento il 22 dicembre 1935, e fu decorato con la medaglia d'oro al valor militare alla memoria.

### Fonti
1. 1 2 3 4 5  Combattenti Liberazione.
2. 1 2  Gruppo Medaglie d'Oro al Valor Militare 1965, p. 149.
3. ↑  Rivista Mensile della Città n.4, aprile 1937, p. 71.
4. 1 2 3 4  Combattenti e reduci.
5. ↑   Medaglia d'oro al valor militare Santoro, Enrico, su quirinale.it, Quirinale. URL consultato l'11 luglio 2021.